# ريكاردو روسيلو
ريكاردو روسيلو (بالإنجليزية: Ricardo Rosselló)‏ (7 مارس 1979 في سان خوان، بورتوريكو - ) عالم، وسياسي من بورتوريكو.